# Закон про фуа-гра в Каліфорнії
Закон про фуагра в Каліфорнії або законопроєкт Сенату 1520 (SB 1520) - це закон штату Каліфорнія, який забороняє «примусово годувати птахів із метою збільшення їхньої печінки до ненормальних розмірів» (Каліфорнійський кодекс охорони праці та техніки безпеки § 25981), а також продаж продукції, яка є результатом цього процесу (§ 25982). Цей законопроєкт заборонив традиційний спосіб отримання фуа-гра в Каліфорнії. Закон був прийнятий 2004 року та набув чинності з 1 липня 2012 року. 7 січня 2015 року окружний суддя США Стівен В. Вілсон постановив, що частина закону Каліфорнії, що забороняє продаж фуа-гра в межах штату (Каліфорнійський кодекс охорони праці та техніки безпеки § 25982), була визнана недійсною федеральним Законом про інспекцію продуктів птахівництва, а Генеральному прокурору Каліфорнії було заборонено її виконання. Це рішення було скасовано апеляційною заявою від 15 вересня 2017 року але рішення було призупинене 17 грудня, щоб дозволити позивачам подати клопотання у вищий Верховний суд США. Клопотання у вищий суд було подано 9 березня 2018 року та відхилено 7 січня 2019 року, залишивши чинним рішення нижчого суду.

## Передумови
SB 1520 був представлений в Каліфорнійському сенаті 19 лютого 2004 року тимчасовим головою сенату Джоном Бертоном на прохання коаліції організацій захисту тварин, до складу якої входила «Viva! США», «Фермерський притулок», «Адвокати Лос-Анджелеса за тварин» та «Асоціація ветеринарів за права тварин».
Джон Бертон заявив: «Ми не повинні пхати трубку в горло качки та насильно годувати її заради отримання фуа-гра» та що виробництво фуа-гра є «негуманним процесом, який інші країни розсудливо заборонили. Мені приємно, що Каліфорнія стане наступною в цьому списку».
Законодавчий орган прийняв законопроєкт і він був підписаний губернатором Арнольдом Шварценеггером 29 вересня 2004 року.
Закон містив положення про те, що він набуде чинності майже через вісім років після прийняття, щоб надати достатньо часу для розробки технологій, завдяки яким фуа-гра будуть виробляти без відгодовування птахів. На день набрання чинності закону жодної технології, яка би вважалася комерційно життєздатною, не було розроблено.
Багато місяців після дати набуття чинності закону деякі каліфорнійські ресторани подавали страви, у які входила і фуа-гра в різному вигляді, приваблюючи клієнтів, які вживали фуа-гра до набрання чинності заборони.

## Судові справи, спрямовані на скасування закону
2 липня 2012 року до Окружного суду США в Лос-Анджелесі було подано позов, який мав скасувати закон про фуа-гра в Каліфорнії через те, що він неконституційно розпливчастий. Позивачами були два виробники фуа-гра та група ресторанів південної Каліфорнії, які подавали фуа-гра до того, як заборона набула чинності. 18 липня 2012 року суддя окружного суду США Стівен В. Вілсон відмовив у проханні позивачів про тимчасову судову заборону, яка б негайно призупинила заборону фуа-гра. 19 вересня 2012 року суддя Вілсон відмовив у проханні позивачів про попередню судову заборону на виконання закону.
П'ять організацій захисту тварин («Запропоновані інтервенти-відповідачі») (Фермерський притулок, Фонд правової оборони тварин, Гуманне Товариство Маріна, Гуманне товариство США та Ветеринарна медична асоціація гуманного товариства), які були співавторами оскаржуваного закону, клопотали про прийняття їх як інтервентів-відповідачів у справі. Суддя Вілсон відхилив їх клопотання. 7 вересня 2012 року Запропоновані інтервенти-відповідачі (апелянти) подали апеляційну скаргу до Апеляційного суду дев'ятого округу . Заявники оскаржують постанову судді Вілсона, яка виключала їх із справи.
Усні аргументи щодо відмови Окружного суду про попереднє розпорядження позивачів були заслухані 8 травня 2013 року перед Апеляційним судом Дев'ятого округу в Пасадені У серпні 2013 року суд у своєму рішенні 3–0 підтримав відмову від попереднього припинення, встановивши, що закон, імовірно, не порушує ані пункт про належну правову процедуру, ані пункт про регулювання торгівлі у Конституції США, як стверджували позивачі. У січні 2014 року апеляційний суд Дев'ятого округу відхилив прохання прихильників фуа-гра переглянути їхнє оскарження закону.
7 січня 2015 року окружний суддя США Стівен В. Вілсон попередньо постановив, що частина закону Каліфорнії про заборону продажу фуа-гра в межах штату (Каліфорнійський кодекс охорони праці та техніки безпеки, § 25982) призупинена Федеральним законом про інспекцію продуктів птахівництва (PPIA), та заборонив Генеральному прокурору Каліфорнії виконувати цей закон. Апеляція по рішенню судді Вілсона була подана до Дев'ятого округу. Генеральний прокурор Каліфорнії Камала Гарріс стверджувала, що PPIA регулює інгредієнти продуктів птахівництва, але спосіб, яким годують живих птахів, не є інгредієнтом, і тому PPIA не може призупинити закон про фуа-гра в Каліфорнії. 7 грудня 2016 року Апеляційний суд Сполучених Штатів Дев'ятого округу надав усні аргументи цієї апеляції в Пасадені. Колегія трьох суддів, що слухали ці аргументи, складалася з американських окружних суддів Гаррі Преджерсона, Жаклін Нгуен та Джона Овенса. 15 вересня 2017 року колегія трьох суддів одноголосно скасувала рішення районного судді США Стівена В. Вілсона від 7 січня 2015 року, постановивши, що закон про фуа-гра в Каліфорнії не призупиняється федеральним законом про інспекцію продуктів птахівництва
Опоненти оскаржили рішення трьох суддів Дев'ятого округу (для повторного розгляду справи), але Дев'ятий округ не прийняв це оскарження. Потім опоненти подали апеляцію на рішення Верховного суду США. Заборона фуа-гра не набуде чинності, доки не буде завершено апеляційний процес і не буде видано доручення. 8 січня 2019 року Верховний Суд відмовився переглянути позов, дозволивши забороні набути чинності.

## Опір закону
Після того, як закон набрав чинності 1 липня 2012 року, деякі ресторани продовжували подавати фуа-гра, стверджуючи, що вони роблять це як подарунок відвідувачам, але не продають його.